# 八齒白睫蘚
八齒白睫蘚（学名：Leucophanes octobleparioides）为白髮蘚科白睫蘚屬下的一个种。